# Bangladesh International 2011
Die Bangladesh International 2011 im Badminton fanden vom 7. bis zum 10. Dezember 2011 in Dhaka statt.

## Sieger und Platzierte
| Disziplin    | Gold                                                    | Silber                             | Bronze                                                          |
| ------------ | ------------------------------------------------------- | ---------------------------------- | --------------------------------------------------------------- |
| Herreneinzel | Alrie Guna Dharma                                       | Rosario Maddaloni                  | Mohammadreza Kheradmandi                                        |
| Herreneinzel | Alrie Guna Dharma                                       | Rosario Maddaloni                  | Murat Sen                                                       |
| Dameneinzel  | Achini Nimeshika Ratnasiri                              | Lê Thu Huyền                       | Upuli Samanthika Weerasinghe                                    |
| Dameneinzel  | Achini Nimeshika Ratnasiri                              | Lê Thu Huyền                       | Renu Chandrika Hettiarachchige                                  |
| Herrendoppel | Tarun Kona Arun Vishnu                                  | Bùi Bằng Đức Đào Mạnh Thắng        | Imal Umayanga Gurusinghe Sahan Sachinda Rathnayake Mudiyaselage |
| Herrendoppel | Tarun Kona Arun Vishnu                                  | Bùi Bằng Đức Đào Mạnh Thắng        | Deepak Khatri Akshit Mahajan                                    |
| Damendoppel  | Achini Nimeshika Ratnasiri Upuli Samanthika Weerasinghe | Mst Rehana Parvin Nigar Sultana    | Konika Rani Adhikary Nabila Aktar                               |
| Damendoppel  | Achini Nimeshika Ratnasiri Upuli Samanthika Weerasinghe | Mst Rehana Parvin Nigar Sultana    | Rozina Akter Dulali Hulder                                      |
| Mixed        | Lê Hà Anh Lê Thu Huyền                                  | Hasitha Chanaka Thilini Jayasinghe | Chand Lal Dulali Hulder                                         |
| Mixed        | Lê Hà Anh Lê Thu Huyền                                  | Hasitha Chanaka Thilini Jayasinghe | Ahsan Habib Parash Shapla Akhter                                |